# Jan Both
Jan Both (Utrecht, tussen 1618 en 1622 - Utrecht, begraven 9 augustus 1652) was een Noord-Nederlandse kunstschilder, tekenaar en prentmaker, die gerekend wordt tot de tweede generatie italianisanten. Hij was de jongere broer van Andries Both.

## Levensloop

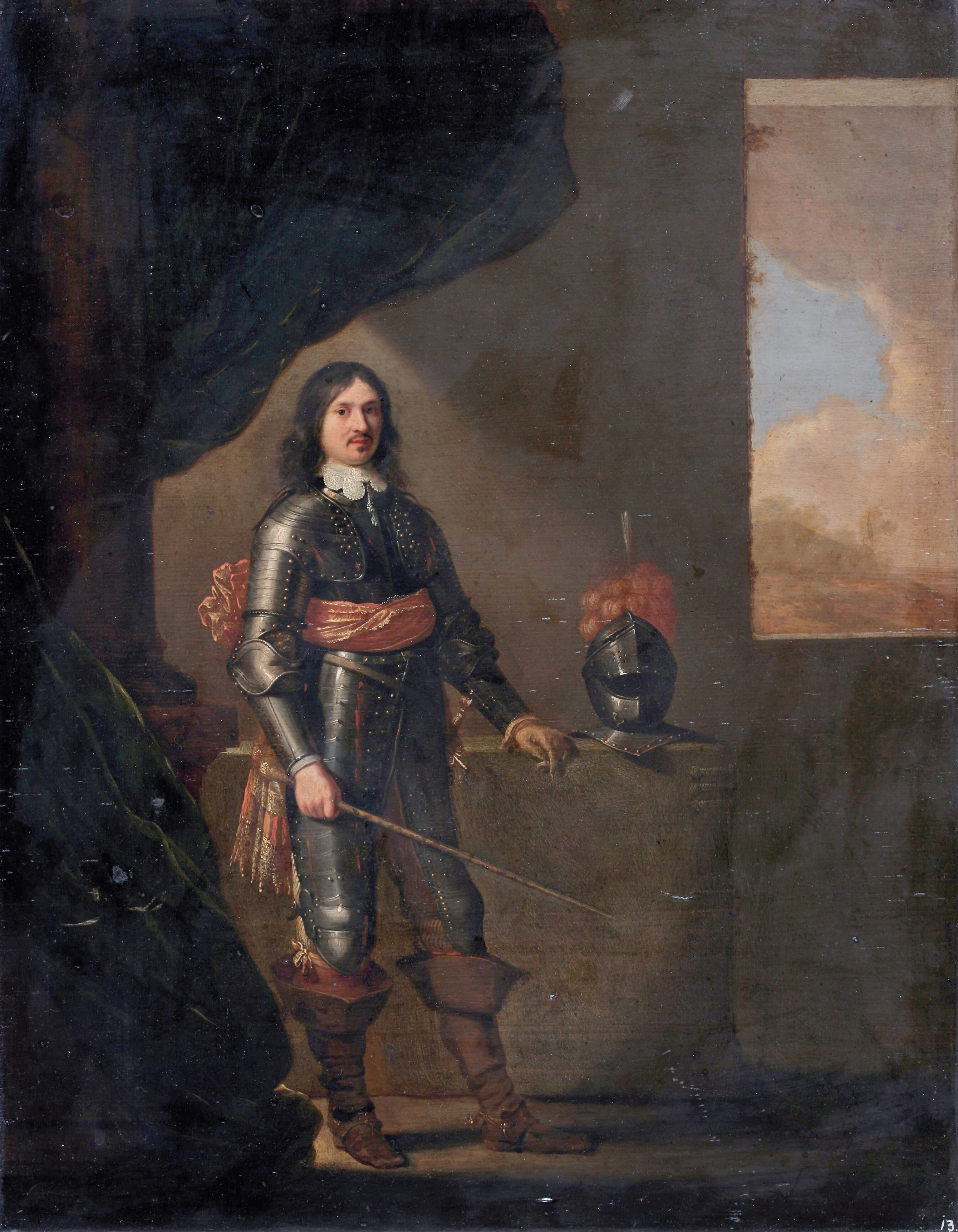
Wilhelm Vincent van Wyttenhorst (1613-1674) door Bartholomeus van der Helst, Cornelis van Poelenburch, Jan Both en Jacob Duck (1644)

Jan Both was een zoon van glasschilder Dirk Both. Wanneer hij precies geboren werd is onbekend. Van 1634 tot 1637 betaalde zijn vader lesgeld voor hem aan een onbekende schilder. Aangenomen wordt dat hij aan het begin van die periode tussen de 12 en 16 jaar oud was. Volgens Joachim von Sandrart was hij een leerling van Abraham Bloemaert, evenals zijn broer Andries. De twee broers trokken naar Italië, waar Andries vanaf 1635 vermeld wordt, en Jan vanaf 1638. Twee laar lang bewoonden ze samen een huis in Rome. Jan en Andries werden er lid werd van de Bentvueghels, een broederschap van voornamelijk Noord- en Zuid-Nederlandse kunstenaars werkzaam in Rome.  In 1641 reisden ze naar Venetië, waar Andries in maart 1642 stierf. Jan keerde terug naar Utrecht en werd daar lid van het schildersgilde. Hij leidde een aantal andere schilders op, en werd gesteund door de Utrechtse verzamelaar baron van Wyttenhorst. Na zijn dood in 1652 werd hij begraven in de Buurkerk.

## Werk
Net als een groep andere Nederlandse schilders in Italië (vooral afkomstig uit Utrecht en Haarlem) schilderde Both uitsluitend Italiaans aandoende landschappen. Zij worden daarom wel Italianisanten genoemd. Een gouden zon schijnt door het gebladerte van een heuvelachtig landschap, gestoffeerd met enkele figuurtjes. Het schilderen van deze figuurtjes liet hij overigens vaak over aan anderen. In Italië was dat zijn broer Andries, terug in Utrecht waren het Cornelis van Poelenburch, Nicolaus Knüpfer en Jan Baptist Weenix. Hij gaf ook anderen les in de Italiaanse lichtval, zoals aan de Dordtse schilder Aelbert Cuyp.

## Lijst van werken
| Titel                                             | Datering      | Type       | Verblijfplaats                             | Afbeelding |
| ------------------------------------------------- | ------------- | ---------- | ------------------------------------------ | ---------- |
| Italiaans berglandschap met rustende herders      | 1634-1652     | Schilderij | Centraal Museum, Utrecht                   |            |
| Italiaans landschap met muilezeldrijver           | 1640-1652     | Schilderij | Rijksmuseum Amsterdam, Amsterdam           |            |
| Italiaans landschap met gezicht op een haven      | 1640-1652     | Schilderij | Rijksmuseum Amsterdam, Amsterdam           |            |
| Zuidelijk landschap met ruiters en een ossenwagen | 1640-1652     | Schilderij | Rijksmuseum Amsterdam, Amsterdam           |            |
| Italiaans landschap                               | Ca. 1645      | Schilderij | Mauritshuis, Den Haag                      |            |
| Italiaans landschap                               | Ca. 1645      | Schilderij | Mauritshuis, Den Haag                      |            |
| Italiaans landschap bij avond                     | Ca. 1645      | Schilderij | Museum Boijmans Van Beuningen, Rotterdam   |            |
| Bergpad                                           | Ca. 1645-1650 | Schilderij | Dulwich Picture Gallery, Londen            |            |
| Italiaans landschap met tekenaar                  | Ca. 1650      | Schilderij | Rijksmuseum Amsterdam, Amsterdam           |            |
| Italianiserend landschap met reizigers op een pad | 1634-1652     | Schilderij | Johnny Van Haeften Gallery, Londen         |            |
| Avondlandschap                                    | 1634-1652     | Schilderij | Staatliche Kunsthalle Karlsruhe, Karlsruhe |            |